# Municipio de Foster (Míchigan)
El municipio de Foster (en inglés: Foster Township) es un municipio ubicado en el condado de Ogemaw en el estado estadounidense de Míchigan. En el año 2010 tenía una población de 843 habitantes y una densidad poblacional de 3,62 personas por km².

## Geografía
El municipio de Foster se encuentra ubicado en las coordenadas 44°25′48″N 84°17′40″O / 44.43000, -84.29444. Según la Oficina del Censo de los Estados Unidos, el municipio tiene una superficie total de 232.82 km², de la cual 231,11 km² corresponden a tierra firme y (0,73 %) 1,71 km² es agua.

## Demografía
Según el censo de 2010, había 843 personas residiendo en el municipio de Foster. La densidad de población era de 3,62 hab./km². De los 843 habitantes, el municipio de Foster estaba compuesto por el 96,92 % blancos, el 0,12 % eran afroamericanos, el 1,19 % eran amerindios, el 0,12 % eran asiáticos, el 0,95 % eran de otras razas y el 0,71 % eran de una mezcla de razas. Del total de la población el 1,66 % eran hispanos o latinos de cualquier raza.